# Creagrutus provenzanoi
Creagrutus provenzanoi es una especie de pez de la familia Characidae en el orden de los Characiformes.

## Morfología
Los machos pueden llegar alcanzar los 5,8 cm de longitud total.

## Hábitat
Vive en zonas de clima tropical.

## Distribución geográfica
Se encuentran en Sudamérica:  cuenca del río Cataniapo (afluente de la orilla derecha del río Orinoco).